# Влада Мирка Цветковића
Владу Мирка Цветковића су формирале странке листе „За европску Србију“ (ДС-Г17 плус-СПО), СПС, ПУПС и странке националних мањина
Премијер Србије је био Мирко Цветковић.
Владу је изабрао осми сазив Народне скупштине Републике Србије.
Ово је била 11. Влада Републике Србије од успостављања вишестраначја 1990. године. На дужност је ступила 7. јула 2008. године.

## Резултати избора
На изборима 2008. године, у скупштину су прошле странке:
| Р. бр. | Изборна листа  | Изборна листа | Мандата |
| ------ | -------------- | --- | ------- |
| 1.     |                | За европску Србију - Борис Тадић | 102     |
| 2.     |                | Српска радикална странка - Др Војислав Шешељ                                                                                           | 78      |
| 3.     |                | Демократска странка Србије - Нова Србија - Војислав Коштуница                                                                          | 30      |
| 4.     |                | Социјалистичка партија Србије (СПС) - Партија уједињених пензионера Србије (ПУПС) - Јединствена Србија (ЈС)                            | 20      |
| 5.     |                | Либерално-демократска партија - Чедомир Јовановић (заједно са кандидатима из Социјалдемократска уније и Демохришћанске странке Србије) | 13      |
| 6.     | мањинска листа | Мађарска коалиција - Иштван Пастор | 4       |
| 7.     | мањинска листа | Бошњачка листа за европски Санџак – Др Сулејман Угљанин                                                                                | 2       |
| 8.     | мањинска листа | Коалиција Албанаца Прешевске долине | 1       |

## Формирање Владе
Посланици Народне Скупштине Републике Србије изабрали су 7. јула, после целодневне расправе, са 127 гласова за и 72 гласова против нове Владе Републике Србије. Уздржаних није било, а 10 посланика није гласало.
Владу су формирале странке листе „За европску Србију“ (ДС-Г17 плус-СПО), СПС, ПУПС и странке националних мањина.
Заклетва коју су положили премијер и министри гласи:
Заклињем се на оданост Републици Србији и својом чашћу обавезујем да ћу поштовати Устав и закон, да ћу дужност члана Владе вршити савесно, одговорно и предано и бити посвећен очувању Косова и Метохије унутар Републике Србије.

## Састав Владе
Кабинет је био подељен на 24 ресора.
Влада Србије имала је 27 чланова.
Премијер је имао једног заменика који је био истовремено и министар полиције (Ивица Дачић), и три потпредседника.
Ресорима су руководила 24 министра, а још један њихов колега имао је исти статус, али без портфеља (Сулејман Угљанин).
Састав Владе је следећи:
| Ресор                                                                                | Слика                     | Име и презиме                | Странка                            | Детаљи                                 |
| ------------------------------------------------------------------------------------ | ------------------------- | ---------------------------- | ---------------------------------- | -------------------------------------- |
| Председник Владе Србије                                                              | Мирко Цветковић           | др Мирко Цветковић           | Независни политичар (ДС)           | од 2011. такође Министар финансија     |
| Први потпредседник Владе-заменик председника Владе и Министарство унутрашњих послова | Ивица Дачић               | Ивица Дачић                  | СПС                                |                                        |
| Потпредседник Владе Србије                                                           | Божидар Ђелић             | мр Божидар Ђелић             | ДС                                 | до децембра 2011.                      |
| Министарство науке и технолошког развоја                                             | Божидар Ђелић             | мр Божидар Ђелић             | ДС                                 | до 2011, министарство укинуто          |
| Потпредседник Владе Србије                                                           | Млађан Динкић             | мр Млађан Динкић             | Г17+                               | до 2011.                               |
| Потпредседник Владе Србије                                                           | Верица Калановић          | Верица Калановић             | Г17+                               | од 2011.                               |
| Потпредседник Владе Србије                                                           | Јован Кркобабић           | др Јован Кркобабић           | ПУПС                               |                                        |
| Министарство спољних послова                                                         | Вук Јеремић               | мр Вук Јеремић               | ДС                                 |                                        |
| Министарство одбране                                                                 | Драган Шутановац          | Драган Шутановац             | ДС                                 |                                        |
| Министарство финансија                                                               | Диана Драгутиновић        | др Диана Драгутиновић        | ДС                                 | до 2011.                               |
| Министарство финансија                                                               | Мирко Цветковић           | др Мирко Цветковић           | ДС                                 | од 2011.                               |
| Министарство правде                                                                  | Снежана Маловић           | Снежана Маловић              | ДС                                 |                                        |
| Министарство пољопривреде, шумарства и водопривреде                                  | Саша Драгин               | др Саша Драгин               | ДС                                 | до 2011.                               |
| Министарство пољопривреде, шумарства и водопривреде                                  | Душан Петровић            | Душан Петровић               | ДС                                 | од 2011.                               |
| Министарство економије и регионалног развоја                                         | Млађан Динкић             | мр Млађан Динкић             | Г17+                               | до 2011.                               |
| Министарство економије и регионалног развоја                                         |                           | Небојша Ћирић                | Г17+                               | од 2011.                               |
| Министарство рударства и енергетике                                                  | Петар Шкундрић            | др Петар Шкундрић            | СПС                                | до 2011, министарство укинуто          |
| Министарство за инфраструктуру                                                       | Милутин Мркоњић           | Милутин Мркоњић              | СПС                                | до 2011                                |
| Министарство за инфраструктуру и енергетику                                          | Милутин Мркоњић           | Милутин Мркоњић              | СПС                                | од 2011                                |
| Министарство за државну управу и локалну самоуправу                                  | Милан Марковић            | Милан Марковић               | ДС                                 | до 2011.                               |
| Министарство државне управе, локалне самоуправе и људских и мањинских права          | Милан Марковић            | Милан Марковић               | ДС                                 | од 2011.                               |
| Министарство трговине и услуга                                                       | Слободан Милосављевић     | др Слободан Милосављевић     | ДС                                 | до 2011, министарство укинуто          |
| Министарство просвете                                                                | Жарко Обрадовић           | др Жарко Обрадовић           | СПС                                | до 2011.                               |
| Министарство просвете и науке                                                        | Жарко Обрадовић           | др Жарко Обрадовић           | СПС                                | од 2011.                               |
| Министарство за омладину и спорт                                                     | Снежана Самарџић-Марковић | Снежана Самарџић-Марковић    | Г17+                               | до 8. 2. 2012.                         |
| Министарство за омладину и спорт                                                     | Верица Калановић          | Верица Калановић             | Г17+                               | вршилац дужности, од 8. фебруара 2012. |
| Министарство здравља                                                                 | Томица Милосављевић       | проф. др Томица Милосављевић | Г17+                               | до 2011.                               |
| Министарство здравља                                                                 | Зоран Станковић           | Зоран Станковић              | Г17+                               | од 2011.                               |
| Министарство за телекомуникације и информатичко друштво                              | Јасна Матић               | мр Јасна Матић               | Г17+                               | до 2011, министарство укинуто          |
| Министарство рада и социјалне политике                                               | Расим Љајић               | Расим Љајић                  | СДП                                |                                        |
| Министарство заштите животне средине и просторног планирања                          | Оливер Дулић              | Оливер Дулић                 | ДС                                 | до 2011.                               |
| Министарство заштите животне средине, рударства и просторног планирања               | Оливер Дулић              | Оливер Дулић                 | ДС                                 | од 2011.                               |
| Министарство културе                                                                 | Небојша Брадић            | Небојша Брадић               | Г17+                               | до 2011.                               |
| Министарство културе, информисања и информационог друштва                            | Предраг Марковић          | Предраг Марковић             | Г17+                               | од 2011.                               |
| Министарство за Национални инвестициони план                                         | Верица Калановић          | мр Верица Калановић          | Г17+                               | до 2011.                               |
| Министарство за Косово и Метохију                                                    |                           | Горан Богдановић             | ДС                                 |                                        |
| Министарство вера                                                                    |                           | проф. др Богољуб Шијаковић   |                                    | до 2011, министарство укинуто          |
| Министарство дијаспоре                                                               | Срђан Срећковић           | мр Срђан Срећковић           | СПО                                | до 2011.                               |
| Министарство дијаспоре и вера                                                        | Срђан Срећковић           | мр Срђан Срећковић           | СПО                                | од 2011.                               |
| Министарство за људска и мањинска права                                              | Светозар Чиплић           | Светозар Чиплић              | Демократска странка (Србија)       | до 2011, министарство укинуто          |
| Министар без портфеља                                                                | Сулејман Угљанин          | др Сулејман Угљанин          | Странка демократске акције Санџака |                                        |

Генерални секретар Владе је била Тамара Стојчевић.

### Министарства
Према Закону о министарствима постојало је 24 министарства која су обављала следеће послове из надлежности државне управе:
1. Министарство спољних послова
  - спољна политика и одржавање односа са другим државама, међународним организацијама и институцијама
  - праћење међународних односа и билатералне сарадње
  - учествовање у закључивању, ратификовању и примени међународних уговора
  - заштиту права и интереса Републике Србије и њених држављана у иностранству
  - обавештавање стране јавности о политици Републике Србије, праћење обавештавања страних средстава информисања о Србији
  - припрема учешћа представника Републике Србије на међународним конференцијама
  - акредитовање представника држава и међународних организација
2. Министарство одбране
  1. Инспекторат одбране
  2. Војна служба безбедности
  3. Војна обавештајна служба

  - политика одбране и стратегијско планирање
  - међународна сарадња у пословима одбране
  - мобилизација грађана, државних органа и привреде
  - организовање цивилне заштите
  - планови за ванредне ситуације
  - склоништа
  - планови војне, радне и материјалне обавезе
  - служба осматрања и обавештавања
  - организовање система телекомуникације за потребе одбране
  - уређивање и припрема територије за одбрану
  - истраживање, развој, производња и промет наоружања и војне опреме
  - опремање и наоружање Војске Србије
  - војно школство
  - научноистраживачки рад у одбрани
3. Министарство унутрашњих послова
  - заштита живота имовине грађана
  - одржавање јавног реда и мира
  - спречавање и откривање кривичних дела и починилаца
  - пружање помоћи у опасности
  - обезбеђивање окупљања грађана, одређених личности и објеката, страних представништава
  - безбедност и контрола саобраћаја на путевима
  - безбедност државне границе и граничних прелаза
  - боравак странаца
  - заштита од пожара
  - промет и превоз оружја, муниције, експлозивних средстава и опасних материја
  - испитивање ручног ватреног оружја и муниције
  - јединствени матични број, држављанство, личне карте, пребивалиште, путне исправе
  - илегална миграција, азил, реадмисија
4. Министарство финансија
  1. Управа царина

  - републички буџет
  - буџетска контрола
  - консолидовани биланс јавних прихода и расхода
  - систем и политика пореза, такси и других јавних прихода
  - управљање средствима јавних финансија
  - јавни дуг и финансијска имовина
  - јавне набавке
  - девизни систем и кредитни односи са иностранством, девизна инспекција
  - царински систем и царинске тарифе
  - систем социјалног осигурања
  - финансирање територијалне аутономије и локалне самоуправе
  - кредитно-монетарни систем
  - банкарски систем, осигурање имовине и лица
  - платни промет
  - хартије од вредности и тржиште капитала
  - рачуноводствени и ревизорски систем
  - приватизација и санација банака
  - спречавање прања новца
  - игре на срећу
5. Министарство правде
  - кривично, привредно законодавство, облигациони односи, наслеђивање, прекршаји
  - организација и рад правосудних органа и органа за прекршаје
  - правосудни испити, вештачења, судски тумачи
  - извршење санкција
  - амнестија и помиловање, екстрадиција
  - програм заштите учесника у кривичном поступку
  - судска стража
  - адвокатура и друге правосудне професије
  - избор носилаца правосудних функција
  - међународна правна помоћ
6. Министарство пољопривреде, шумарства и водопривреде
  1. Генерални инспекторат пољопривреде, шумарства и водопривреде
  2. Управа за ветерину
  3. Управа за заштиту биља
  4. Републичка дирекција за воде
  5. Управа за шуме

  - стратегија и политика развоја пољопривреде и прехрамбене индустрије
  - робне резерве
7. Министарство економије и регионалног развоја
8. Министарство рударства и енергетике
9. Министарство за инфраструктуру
10. Министарство за државну управу и локалну самоуправу
11. Министарство трговине и услуга
12. Министарство за науку и технолошки развој
13. Министарство просвете
14. Министарство омладине и спорта
15. Министарство здравља
16. Министарство за телекомуникације и информационо друштво
17. Министарство рада и социјалне политике
18. Министарство животне средине и просторног планирања
19. Министарство културе
20. Министарство за Национални инвестициони план
21. Министарство за Косово и Метохију
22. Министарство вера
23. Министарство за дијаспору
24. Министарство за људска и мањинска права

## Рад Владе
У уводном експозеу Цветковић је рекао да ће „први потез нове владе биће ратификација Споразума о стабилизацији и придруживању са Европском унијом“, а да ће једна од првих законодавних иницијатива будуће владе бити гасни аранжман са Руском Федерацијом. Међу приоритетима владе биће и унапређење односа са САД и наставак дипломатских активности Србије, додао је мандатар. Такође, Цветковић је поручио и да ће влада иницирати преговоре са косовским Албанцима.
После првих сто дана:
- лоциран је испоручен Радован Караџић по оптужном захтеву Међунароног суда у Хагу
- ратификован Споразум о стабилизацији и придруживању са Европском унијом
- успешна дипломатска акција у Генералној скупштини УН и постављање одлуке о независности Косова на Међународни суд правде
- потписан гасни аранжман са Русијом
- уговор са Фијатом
- визна либерализација са земљама Шенгенског уговора

## Реконструкција 2011.
Почетком 2011. године дошло је до промена састава владе у погледу кадрова из Г17 ПЛУС, који су напустили владу и ушли у савез са Српском напредном странком. Крајем јануара је дугогодишњи министар здравља Томица Милосављевић неочекивано поднео оставку (из личних разлога), а на његово место је делегиран Зоран Станковић. У фебруару је након дужег неслагања премијера и потпредседника владе, уследило разрешење министра економије и регионалног развоја и потпредседника Владе Млађана Динкића, а с њим се солидарисала министарка за Национални инвестициони план Верица Калановић, која је поднела оставку. То је током марта довело до комплетне реконструкције Владе у којој је промењена већине министара из реова Г17.